# Fistulazione

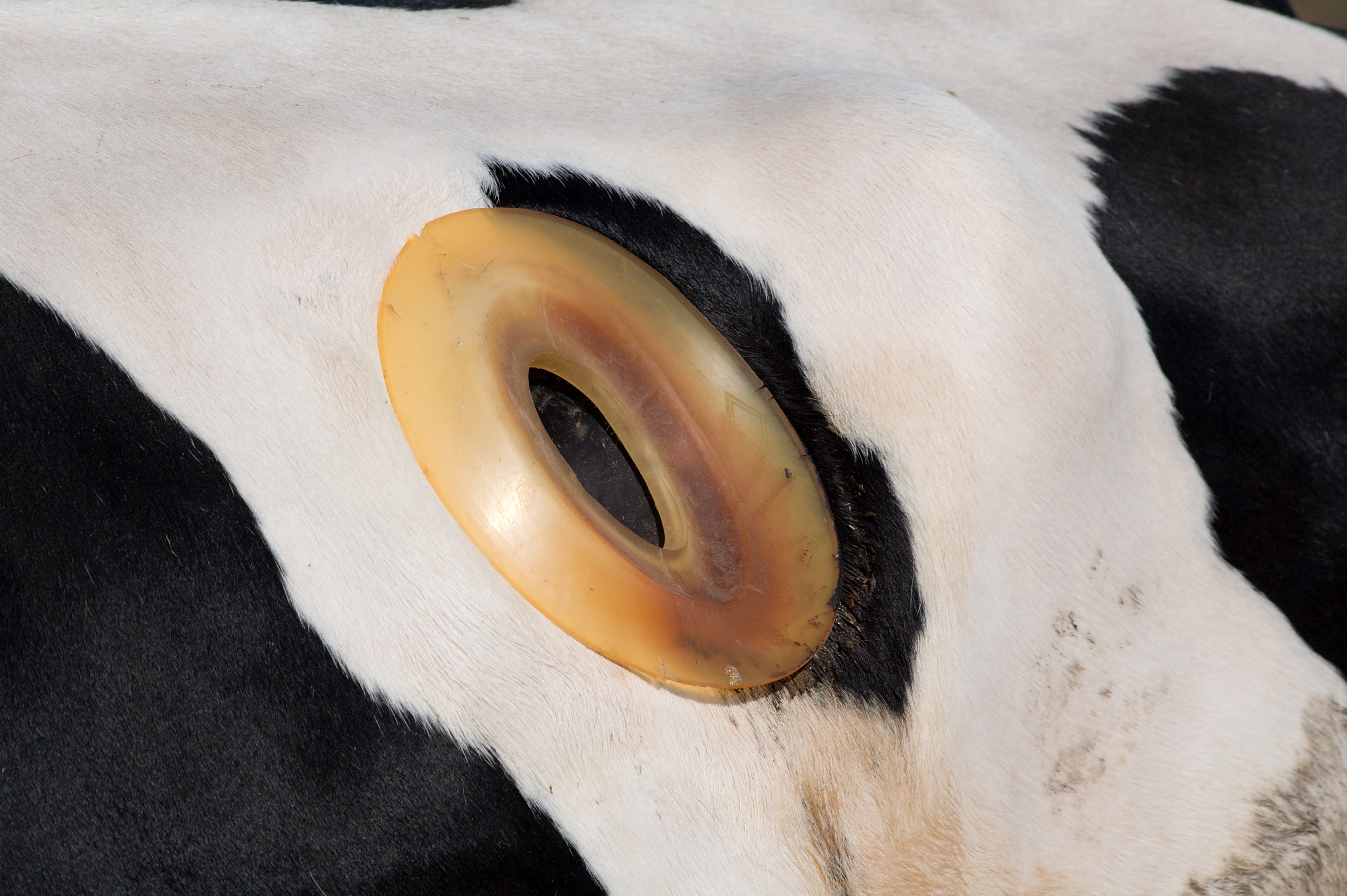
Una vacca fistulata

La fistulazione è il processo di apertura di una cosiddetta fistola ruminale, ovvero un foro, nell'addome della vacca ai fine di ricerca e analisi del sistema digestivo e per permettere il trapianto di rumine da una mucca all'altra.
La pratica in questione non ha nulla a che vedere con la massimizzazione della produttività dell'animale, affermazioni utilizzate con ricorrenza in una leggenda metropolitana.